# Badminton-Europapokal 2000
Die 23. Auflage des Badminton-Europapokals fandom 1. bis zum 3. September 2000 im niederländischen Eindhoven statt. Der Gastgebene Verein Velo BC van Zundert schaffte es bis ins Halbfinale, wo sie an dem schwedischen Meister Fyrisfjädern Uppsala scheiterten. Diese wiederum unterlagen im Finale den dänischen Verein Kastrup-Magleby BK. Für den Schweden war es das erste von vier aufeinander folgenden Endspielen werden, die sie allesamt verloren. Die Dänen revanchierten sich für die Halbfinalniederlage im Vorjahr an den deutschen Verein BC Eintracht Südring Berlin, die damit ihren Titel nicht verteidigen konnten.
| Gruppe A                    |     |                             |
| BC Eintracht Südring Berlin | 7–0 | Grafity Dropshot            |
| BC Eintracht Südring Berlin | 7–0 | Alpha BC                    |
| BC Eintracht Südring Berlin | 7–0 | TB Reykjavík                |
| BC Eintracht Südring Berlin | 7–0 | GD Estreito                 |
| ToB Reykjavík               | 6–1 | Grafity Dropshot            |
| ToB Reykjavík               | 4–3 | Alpha BC                    |
| ToB Reykjavík               | 5–2 | GD Estreito                 |
| GD Estreito                 | 5–2 | Grafity Dropshot            |
| GD Estreito                 | 5–2 | Alpha BC                    |
| Alpha BC                    | 6–1 | Grafity Dropshot            |
| Gruppe B                    |     |                             |
| Kastrup-Magleby BK          | 7–0 | TJ Spoje Praha              |
| Kastrup-Magleby BK          | 7–0 | Mladost Lendava             |
| Kastrup-Magleby BK          | 7–0 | Aix Union                   |
| Aix Union                   | 4–3 | TJ Spoje Praha              |
| Aix Union                   | 6–1 | Mladost Lendava             |
| TJ Spoje Praha              | 5–2 | Mladost Lendava             |
| Gruppe C                    |     |                             |
| SHS Perovo                  | 4–3 | BC La Chaux-de-Fonds        |
| SHS Perovo                  | 7–0 | CB Alicante                 |
| SHS Perovo                  | 7–0 | Kristiansand BK             |
| BC La Chaux-de-Fonds        | 5–2 | CB Alicante                 |
| BC La Chaux-de-Fonds        | 4–3 | Kristiansand BK             |
| Kristiansand BK             | 4–3 | CB Alicante                 |
| Gruppe D                    |     |                             |
| Fyrisfjädern Uppsala        | 7–0 | BC Dudelange                |
| Fyrisfjädern Uppsala        | 7–0 | Schoolsport van Zijderveld  |
| Fyrisfjädern Uppsala        | 7–0 | Tollaslabda Club Debrecen   |
| Schoolsport van Zijderveld  | 6–1 | BC Dudelange                |
| Schoolsport van Zijderveld  | 4–3 | Tollaslabda Club Debrecen   |
| Tollaslabda Club Debrecen   | 6–1 | BC Dudelange                |
| Gruppe E                    |     |                             |
| Velo BC van Zundert         | 4–3 | ASKÖ Raiba Traun            |
| BC Velo van Zundert         | 6–1 | SC Raika Meran              |
| BC Velo van Zundert         | 7–0 | RSP Riga                    |
| BC Velo van Zundert         | 4–3 | Helsinki Tapion Sulka       |
| ASKÖ Raiba Traun            | 6–1 | SC Raika Meran              |
| ASKÖ Raiba Traun            | 7–0 | RSP Riga                    |
| ASKÖ Raiba Traun            | 4–3 | Helsinki Tapion Sulka       |
| Helsinki Tapion Sulka       | 6–1 | SC Raika Meran              |
| Helsinki Tapion Sulka       | 7–0 | RSP Riga                    |
| SC Raika Meran              | 7–0 | RSP Riga                    |
| Playoff                     |     |                             |
| Fyrisfjädern Uppsala        | 4–3 | SHS Perovo                  |
| Halbfinale                  |     |                             |
| Kastrup-Magleby BK          | 5–2 | BC Eintracht Südring Berlin |
| Fyrisfjädern Uppsala        | 5–2 | BC Velo van Zundert         |
| Finale                      |     |                             |
| Kastrup-Magleby BK          | 5–2 | Fyrisfjädern Uppsala        |